# Tyto rosenbergii
La lechuza de Célebes o lechuza  de campanario celebiana (Tyto rosenbergii) es una especie de ave estrigiforme de la familia Tytonidae. Es endémica de las islas Célebes. Detalles sobre su reproducción y estilo de vida no han sido muy estudiados.

## Descripción
Es un ave cuyo tamaño oscila entre los 41 cm hasta los 51 cm, de cuerpo largo bastante semejante al de la lechuza común (Tyto alba) con la marcada diferencia de tener un color café y un oscuro borde rodeando el disco facial. Además posee manchas bajo las alas.
La lechuza de Célebes claramente pertenece a la familia de la lechuza común, sin embargo tiene mucho más parecido con la lechuza australiana (Tyto novaehollandie).

## Distribución
Esta especie se encuentra principalmente en las selvas tropicales de la isla de Célebes, en Indonesia, pero también habita tierras bajas que han sido erosionadas por programas de deforestación. Afortunadamente se ha adaptado rápidamente a los hábitats inferiores creados por la deforestación de árboles. 
En el norte de la península de la isla de Célebes el su área de territorio invade al de la pequeña y rojiza lechuza de Minahasa (Tyto inexspectata). Pero su adaptibilidad ha prevenido la colonización de la lechuza común en la isla.